# Oxford University Press
Oxford University Press (OUP) is de universiteitsuitgeverij van de Universiteit van Oxford. De OUP is opgericht in 1586 en is anno 2011 de grootste en op een na oudste universiteitsuitgeverij ter wereld. Wereldwijd publiceert OUP zo'n 4500 nieuwe boeken per jaar, en een groot aantal wetenschappelijke tijdschriften. De uitgeverij is gevestigd aan Walton Street in de wijk Jericho, tegenover Somerville College.

## Relatie tot de universiteit van Oxford
OUP is een onderdeel van de Universiteit van Oxford en wordt geleid door een groep van 15 wetenschappers die de "Delegates of the Press" genoemd worden en zijn aangewezen door het bestuur van de universiteit. De dagelijkse leiding is in handen van de "Secretary of the Delegates". Wereldwijd heeft de OUP ongeveer 4000 werknemers. De OUP is een organisatie zonder winstoogmerk, en is daarom in veel landen vrijgesteld van inkomstenbelasting en winstbelasting. Dertig procent van de winst van OUP wordt gedoneerd aan de Universiteit van Oxford.

## Geschiedenis
De universiteit begon zich bezig te houden met het drukken van boeken rond het jaar 1480, en groeide uit tot een belangrijke drukker van bijbels en wetenschappelijke boeken. Ze begon eind 19e eeuw met het samenstellen en uitgeven van de Oxford English Dictionary. Om dit kostbare project te bekostigen is de OUP, naast wetenschappelijk werk, ook bijvoorbeeld kinderboeken, schoolboeken, en literaire klassiekers gaan uitgeven. In 1896 opende de OUP zijn eerste kantoor buiten het Verenigd Koninkrijk, in New York. Tot 1989 had de OUP een eigen drukkerij en papierfabriek; sindsdien wordt het drukwerk uitbesteed.

## Politieke correctheid
In 2015 kwam er een brief van de uitgeverij naar buiten waarin het schrijvers van kinder- en jeugdboeken sterk wordt aangeraden om niet te schrijven over alles wat gerelateerd is aan varkens en daaraan gerelateerde producten, dit zou namelijk aanstoot kunnen geven bij Joden en Moslims.

## Bekende uitgaven
Enkele uitgaven van OUP die opvallen vanwege hun omvang of oplage zijn
- Oxford English Dictionary
- Oxford Advanced Learner's Dictionary
- Oxford History of England
- Oxford History of the United States
- BJA: British Journal of Anaesthesia (uitgave namens het Britse Royal College of Anaesthetists)
- The Qur'an (de Koran, Engelse vertaling door M. Abdel Haleem)
- The Sacred Books of the East

## Voetnoten
1. ↑  "Oxford University Press bans use of pig, sausage or pork-related words to avoid offending Muslims", The Telegraph, 15 januari 2015.

- Bibsys: 90223325
- Biblioteca Nacional de España: XX136667
- Bibliothèque nationale de France: cb12515799j (data)
- Catàleg d'autoritats de noms i títols de Catalunya: 981058521132206706
- CiNii: DA00318087
- Gemeinsame Normdatei: 812629-X
- International Standard Name Identifier: 0000 0001 2292 9185
- Library of Congress Control Number: n80126136
- Nationale Bibliotheek van Letland: 000070532
- MusicBrainz: 00325c55-7326-4898-be9f-db196a9e4211
- Bibliotheek van het Japanse parlement: 00697782
- Nationale Bibliotheek van Tsjechië: ko2003204713
- Nationale bibliotheek van Australië: 35404650
- Nationale Bibliotheek van Israël: 987007266102805171
- Réseau des bibliothèques de Suisse occidentale: 02-A000126663
- RKD-Nederlands Instituut voor Kunstgeschiedenis: 463556
- Système universitaire de documentation: 027414450
- Museum of New Zealand Te Papa Tongarewa: 5480
- Trove: 940926
- Virtual International Authority File: 140705396